# Wirtschaftspädagogik
Wirtschaftspädagogik ist eine Sozialwissenschaft, die sich mit Wirtschaftserziehung und -bildung in jeglichem Alter befasst. Sie hat dazu eine spezielle Didaktik und Methodik entwickelt, um die Ökonomie verstehen und als Wirtschaftssubjekt sachkundig handeln zu lernen. Als Hochschuldisziplin ist sie objektbedingt an den Wirtschaftswissenschaften orientiert. Bezugsdisziplinen sind insbesondere die Allgemeine Betriebswirtschaftslehre (BWL) und die Allgemeine Volkswirtschaftslehre (VWL). 
In der Deutschen Gesellschaft für Erziehungswissenschaft ist sie als „Berufs- und Wirtschaftspädagogik“ in Form einer eigenen Sektion repräsentiert. Während sich die Wirtschaftspädagogik historisch aus der Handelslehrerbildung heraus entwickelt hat, ist die Berufspädagogik aus der Gewerbelehrerbildung heraus entstanden. Die Betriebspädagogik ist ein Teilgebiet der Doppeldisziplin, die sich auf Lernvorgänge im Betrieb spezialisiert hat.
Gegenstand der wirtschaftspädagogischen Forschung sind ökonomische Lehr-, Lern- und Bildungsvorgänge an unterschiedlichen Lernorten (Schule, Betrieb, Hochschule u. a.), wobei „die originäre Wirtschaftserziehung und -bildung“ häufig mit beruflicher Bildung verzahnt ist, aber nicht in ihr aufgeht. Die Hochschuldisziplin Wirtschaftspädagogik hat ihren originären Forschungsauftrag (Wirtschaftserziehung und -bildung) zunehmend zugunsten der beruflichen Bildung vernachlässigt, die zum originären Forschungsauftrag der Berufspädagogik (vgl. dort) gehört.

## Deutschland
Wirtschaftspädagogik (abgekürzt WiPäd) kann in Deutschland an Universitäten und Fachhochschulen studiert werden und im früheren Diplomstudiengang mit dem berufsqualifizierenden Diplom-Handelslehrer oder im Masterstudiengang mit einem Master-Abschluss (z. B. dem Master of Science in Business and Human Resource Education bzw. einem Master of Education) abschließen. Daneben gab es in einigen (Bundes-)Ländern auch den Abschluss des Diplom-Wirtschaftspädagogen, der dem des Handelslehrers entspricht. 
Der Masterabschluss gibt in Baden-Württemberg die Möglichkeit direkt in den Vorbereitungsdienst oder Lehramtsreferendariat an berufsbildenden Schulen (Berufsschulen und Wirtschaftsgymnasien u. a.) in den Fächern Betriebswirtschaftslehre und Volkswirtschaftslehre aufgenommen zu werden. Dazu bieten die Universität Hohenheim, Universität Konstanz und Universität Mannheim einen Bachelor-/Masterstudiengang im Präsenzstudium an und die Allensbach Hochschule einen Masterstudiengang im Fernstudium.
Das berufliche Betätigungsfeld ist vielschichtig und stark von den gewählten Studienschwerpunkten und eigenen Interessen abhängig.
Ein traditionelles Tätigkeitsfeld ist die Lehrtätigkeit der Wirtschaftswissenschaften u. a. an Berufsschulen, Berufsfachschulen, Fachoberschulen (FOS)/ Wirtschaftsgymnasien, Berufsoberschulen (BOS) und Wirtschaftsschulen oder Tätigkeitsfelder. Die Anrechnung als erstes Staatsexamen ist über den Abschluss des Master of Education gegeben. In einigen Bundesländern erfolgt auch eine Anerkennung des Master of Science als erstes Staatsexamen.
Ebenso kann der Studiengang (insb. Master of Science und Diplom-Handelslehrer) für weitere Aufgabenfelder in der beruflichen Bildung in Weiterbildungseinrichtungen (z. B. Akademien), Unternehmen und Verwaltungseinrichtungen (z. B. Ministerien, EU-Forschungszentren usw.) qualifizieren. Handlungsfelder sind dabei z. B. die Planung und Optimierung von E-Learning-Konzepten, dualen Berufsausbildungen, Fort- und Weiterbildungen, Berufsbildungssystemen, Berufsbildungsnetzwerken, Personalentwicklungskonzepten, Organisationsentwicklungsstrategien usw. Diplom und Master of Science/of Arts stellen somit einen berufsqualifizierenden Abschluss dar, der weitgehend einem BWL-Abschluss mit dem Schwerpunkt Personalwesen (und optional weiteren Schwerpunkten wie Wirtschaftsinformatik, Unternehmenssteuerung usw.) entspricht.  Abhängig von der Konjunktur und vom Bundesland wählen bis zu 50 % der Absolventen eines Jahrganges anstelle des Staatsdienstes (oder ergänzend zu diesem) den Gang in die Wirtschaft bzw. öffentliche Verwaltungseinrichtungen.

## Österreich
Wirtschaftspädagogik kann auch in Österreich nur an Universitäten (Universität Linz, Wirtschaftsuniversität Wien, Universität Innsbruck, Karl-Franzens-Universität Graz) studiert werden und wird in Linz mit dem akademischen Grad Magistra bzw. Magister der Sozial- und Wirtschaftswissenschaften (Mag. rer. soc. oec.) abgeschlossen. Die Studierenden an der Wirtschaftsuniversität Wien, Universität Innsbruck und Universität Graz schließen das herkömmliche Diplomstudium ersetzende Masterstudium Wirtschaftspädagogik mit dem akademischen Grad Master of Science ab. Bereits im vorangehenden betriebswirtschaftlichen Bachelorstudium gibt es die Möglichkeit, durch die SBWL „Wirtschaftstraining & Bildungsmanagement“ (WU Wien) oder „Lehren und Lernen in Organisationen“ (Uni Innsbruck) erste Einblicke in die Wirtschaftspädagogik zu erlangen.
Mit diesem Abschluss und einer anschließenden mindestens zweijährigen Berufstätigkeit in der Privatwirtschaft ist die Lehrbefähigung für den Unterricht in wirtschaftlichen Fächern (v. a. Betriebswirtschaftslehre, Rechnungswesen, Wirtschaftsinformatik, Volkswirtschaftslehre, betriebswirtschaftliche Ausbildungsschwerpunkte) an berufsbildenden höheren Schulen (Handelsakademien, Handelsschulen, Höhere Lehranstalten für wirtschaftliche Berufe etc.) verbunden. Aufgrund der großen inhaltlichen Verwandtschaft mit den wirtschaftswissenschaftlichen Studiengängen verteilen sich die Absolvent/inn/en etwa zu gleichen Teilen auf die Berufsfelder Schule einerseits und kaufmännisch-verwaltende Berufe in der Privatwirtschaft andererseits. Vor allem im Bereich der betrieblichen und außerbetrieblichen Fort- und Weiterbildung wird ein Betätigungsfeld für Wirtschaftspädagogen erwartet.

## In der Schweiz
Wirtschaftspädagogik kann in der Schweiz ebenfalls nur an Universitäten studiert werden und gilt als Ergänzungsstudium zur Betriebswirtschaftslehre. Der Doyen der Schweizer Wirtschaftspädagogik ist Rolf Dubs, emeritierter Professor und Alt-Rektor der Universität St. Gallen (HSG). Dieser Abschluss beinhaltet ein höheres Lehramt und befähigt zur Lehrtätigkeit an Gymnasien oder Berufsschulen und ist zudem Voraussetzung für die Lehre an Schweizerischen Fachhochschulen. Entsprechend zahlreich sind Schweizer Wirtschaftspädagogen an Hochschulen in Lehre und Forschung tätig.